# سولامیت گولدهابر
 سولامیت گولدهابر (آلمانی: Sulamith Goldhaber؛ زاده ۴ نوامبر ۱۹۲۳ – درگذشته ۱۱ دسامبر ۱۹۶۵ (۴۲ سال)) یک دانشمند اهل اتریش بود. وی از پیشگامان در زمینه برخورد مزون کا با نوکلئون در علم فیزیک محسوب میشود و اکتشافات متعددی در این زمینه دارد.